# Кёниг, Фриц
Фриц Кёниг (нем. Fritz Koenig, 20 июня 1924, Вюрцбург — 22 февраля 2017, Ландсхут) — немецкий скульптор-абстракционист.

## Жизнь и творчество
В 1930 году семья Ф.Кёнига переезжает из Вюрцбурга в Ландсхут. В 1946—1952 годы он учится в мюнхенской Академии изящных искусств под руководством скульптора Антона Хиллера. В 1957 году получил стипендию и переехал в Италию; проходил обучение и работал на «вилле Массимо» в Риме. Участник международных выставок современного искусства documenta II (1959) и documenta III (1964) в Касселе. В 1964 году получает назначение на должность профессора пластического творчества в Высшей технической школе Мюнхена. Работал в Мюнхене на факультете архитектуры до 1992 года. Являлся основателем Скульптурного музея в баварском городе Ландсхут.
Скульптуры Ф.Кёнига часто построены из простых геометрических фигур. Интересны также созданные им образы человека. Голова здесь представляет простой стальной шар, торс создан несколькими цилиндрическими прутами. Проект Памятника жертвам Холокоста в Берлине представляет собой стилизованные людские головы и кости, собранные в вал.
Созданный скульптором бронзовый памятник «Сфера» в Нью-Йорке был сильно повреждён во время терактов 11 сентября 2001 года, но сохранился. Во внутренней части разорванной позолоченной «сферы» были — кроме прочего — обнаружены обломки погибших в тот день самолётов.

## Награды и звания
Кавалер Большого креста ордена «За заслуги перед ФРГ». В 1993 году скульптор был награждён баварским орденом Максимилиана в области науки и искусства.

## Галерея

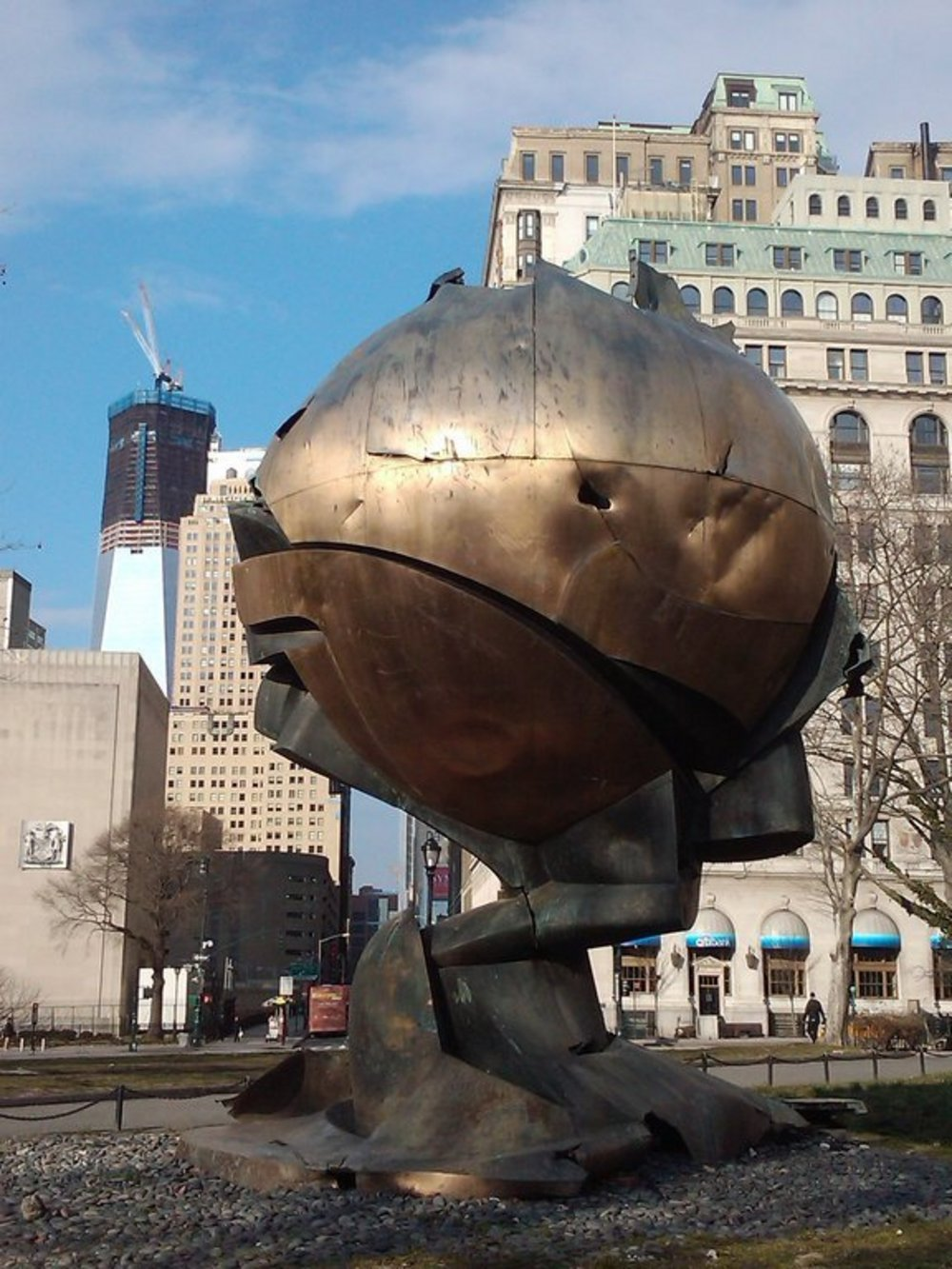
Повреждённая Сфера, Бэттери-парк, Нью-Йорк
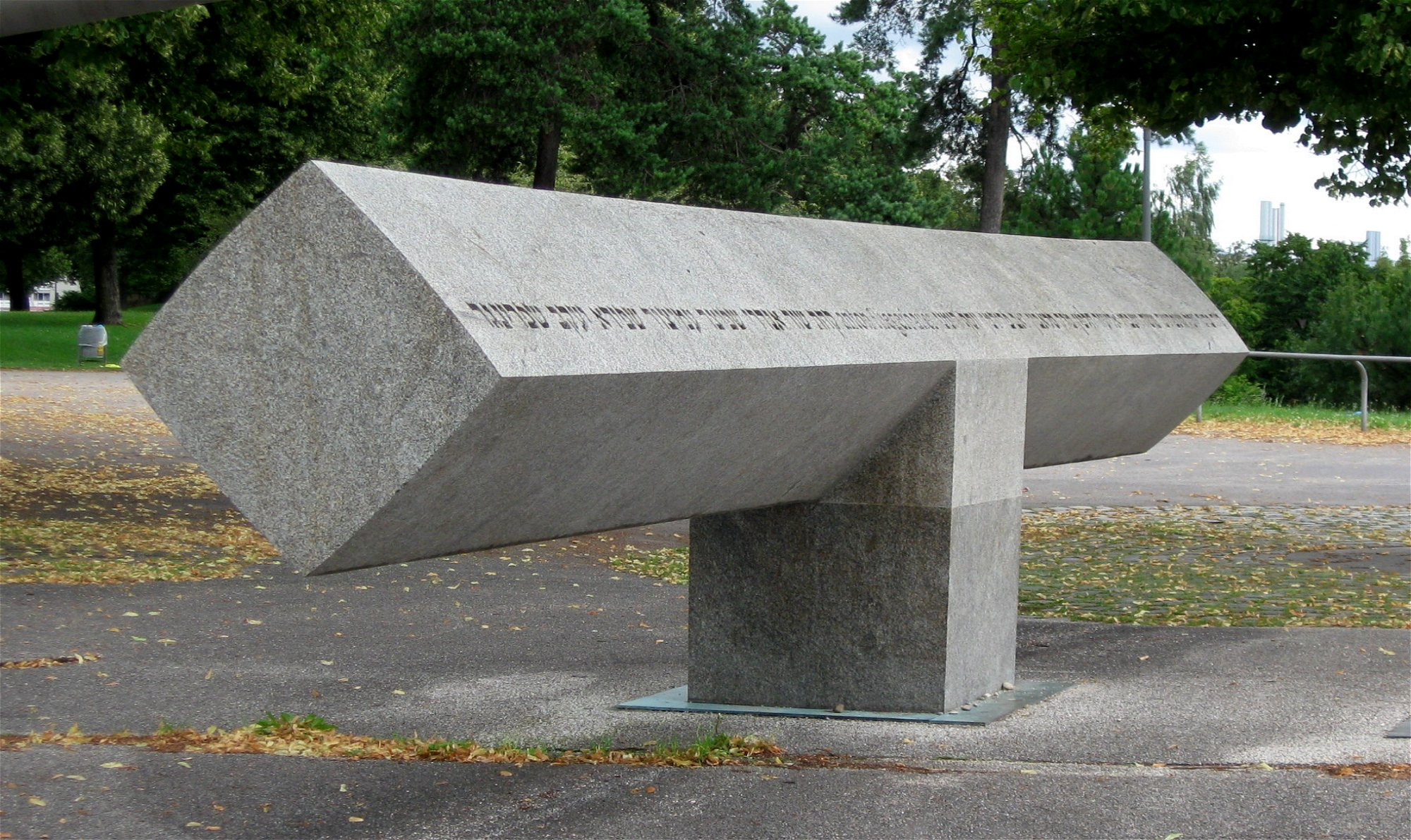
Памятник жертвам террористов, погибшим на Мюнхенской олимпиаде 1972 года
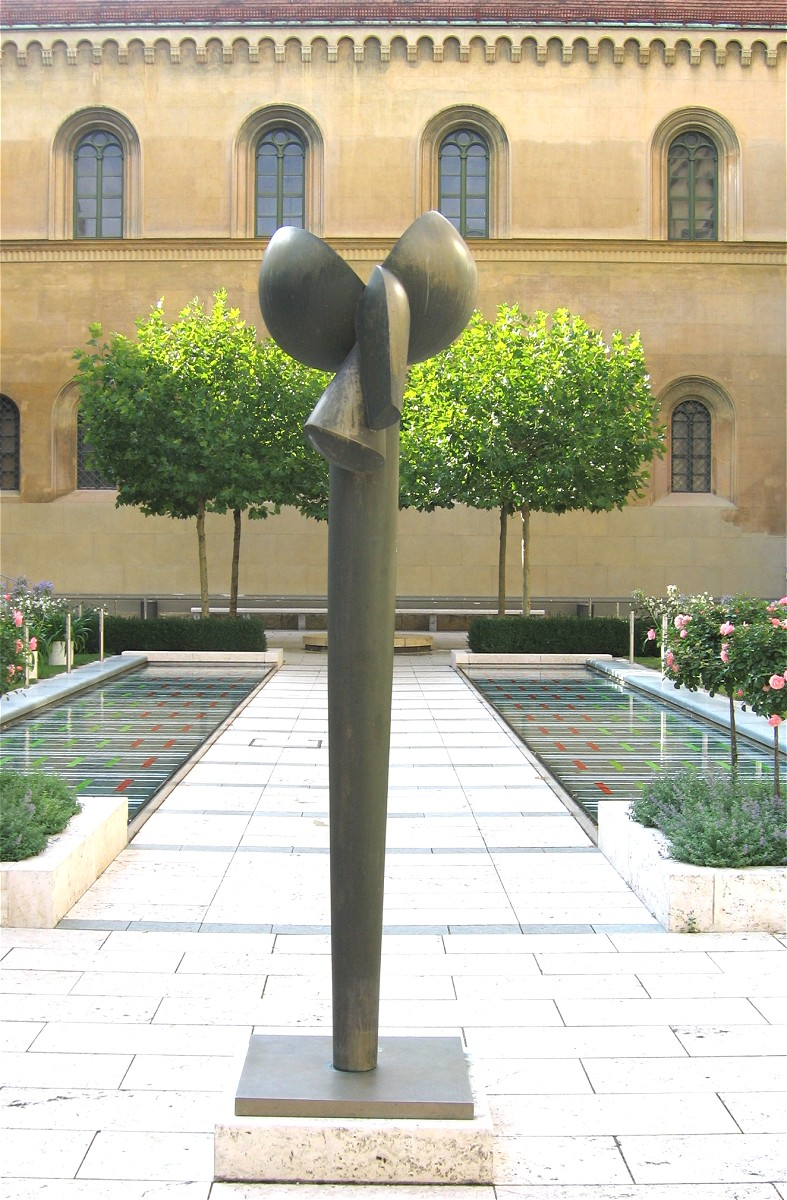
Флора III, Кабинетный парк-резиденция, Мюнхен
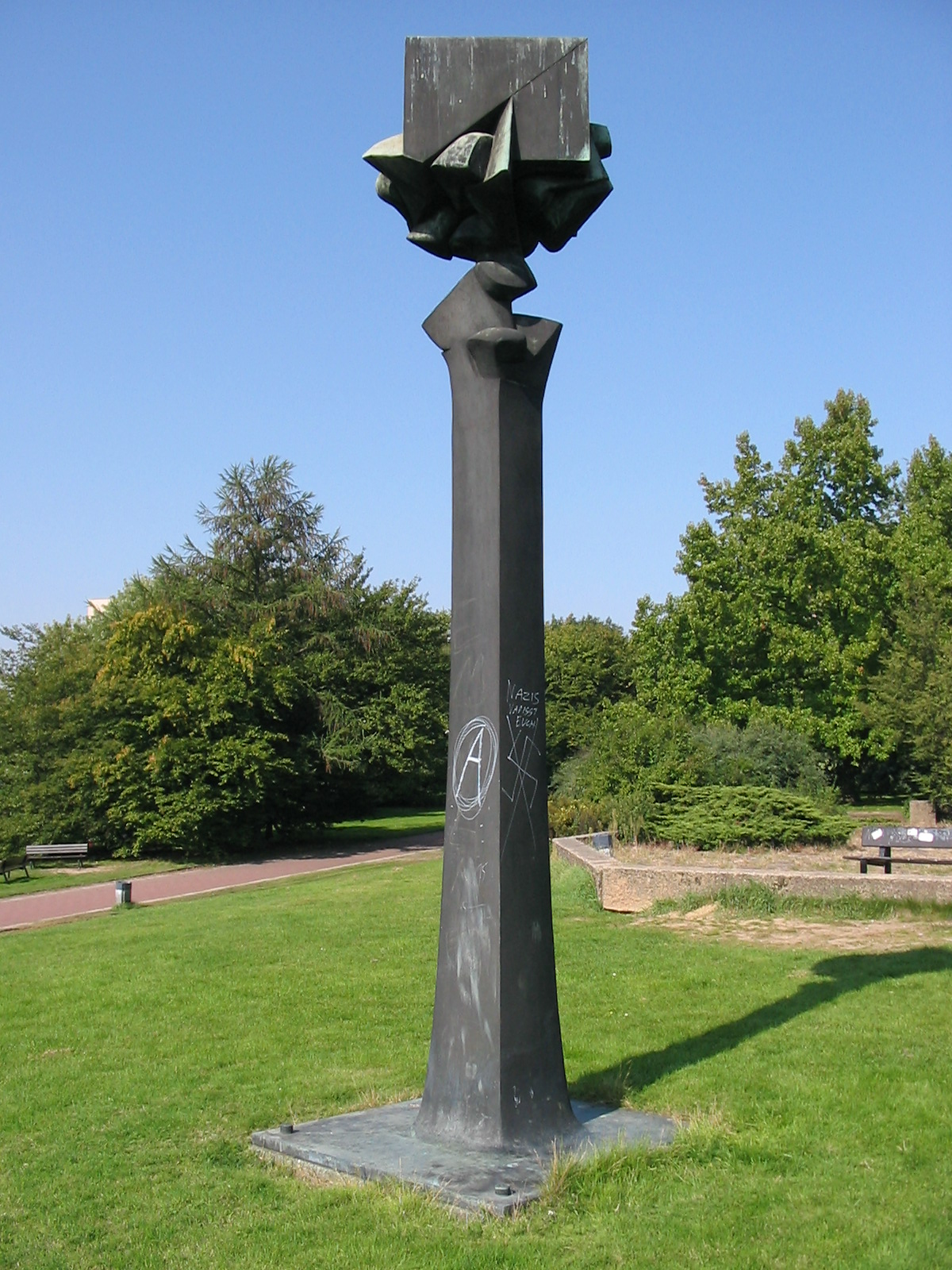
Большая кариатида (1967), Брауншвейг
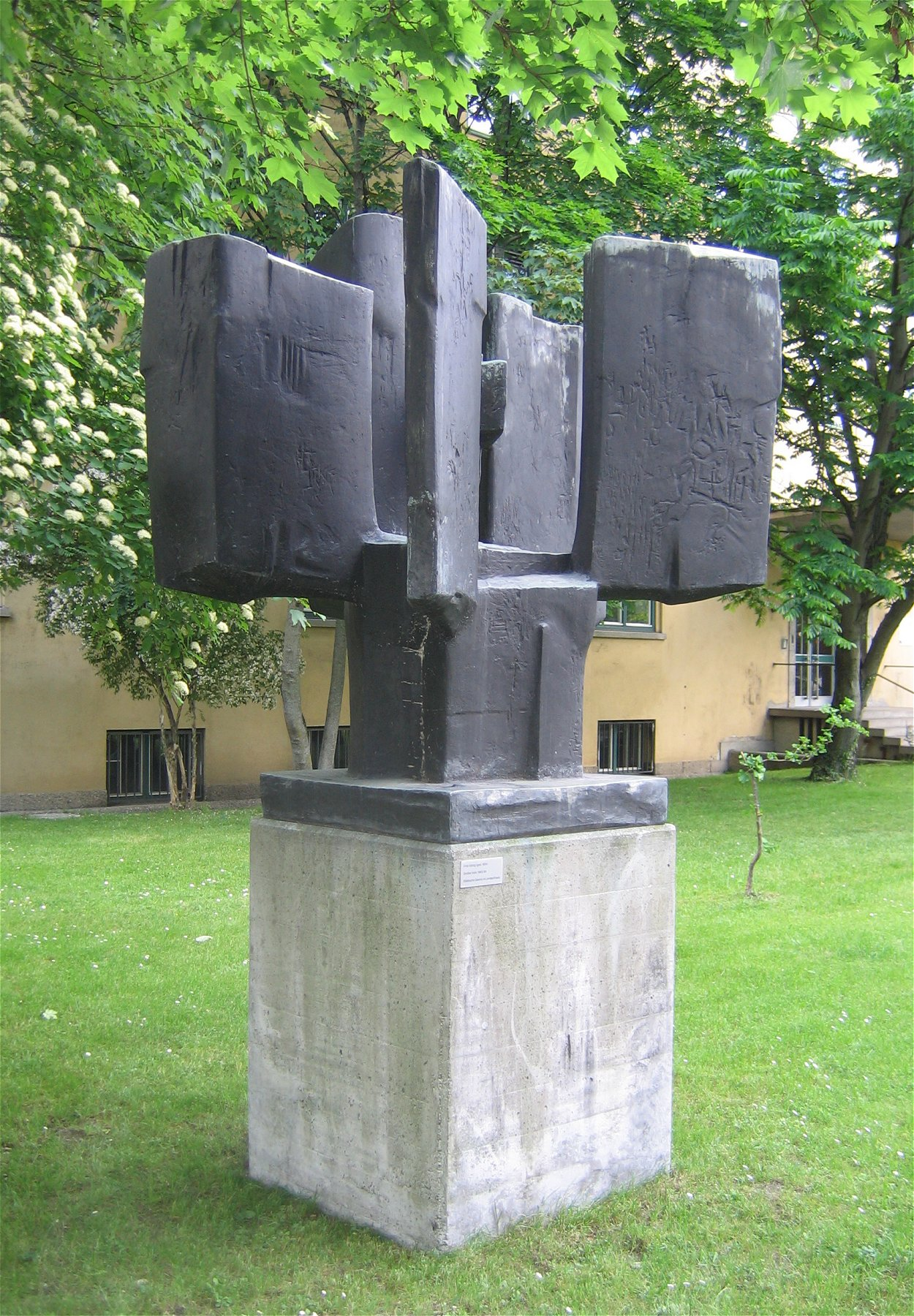
Большой вотив, 1963-64, Луизенштрассе, Мюнхен
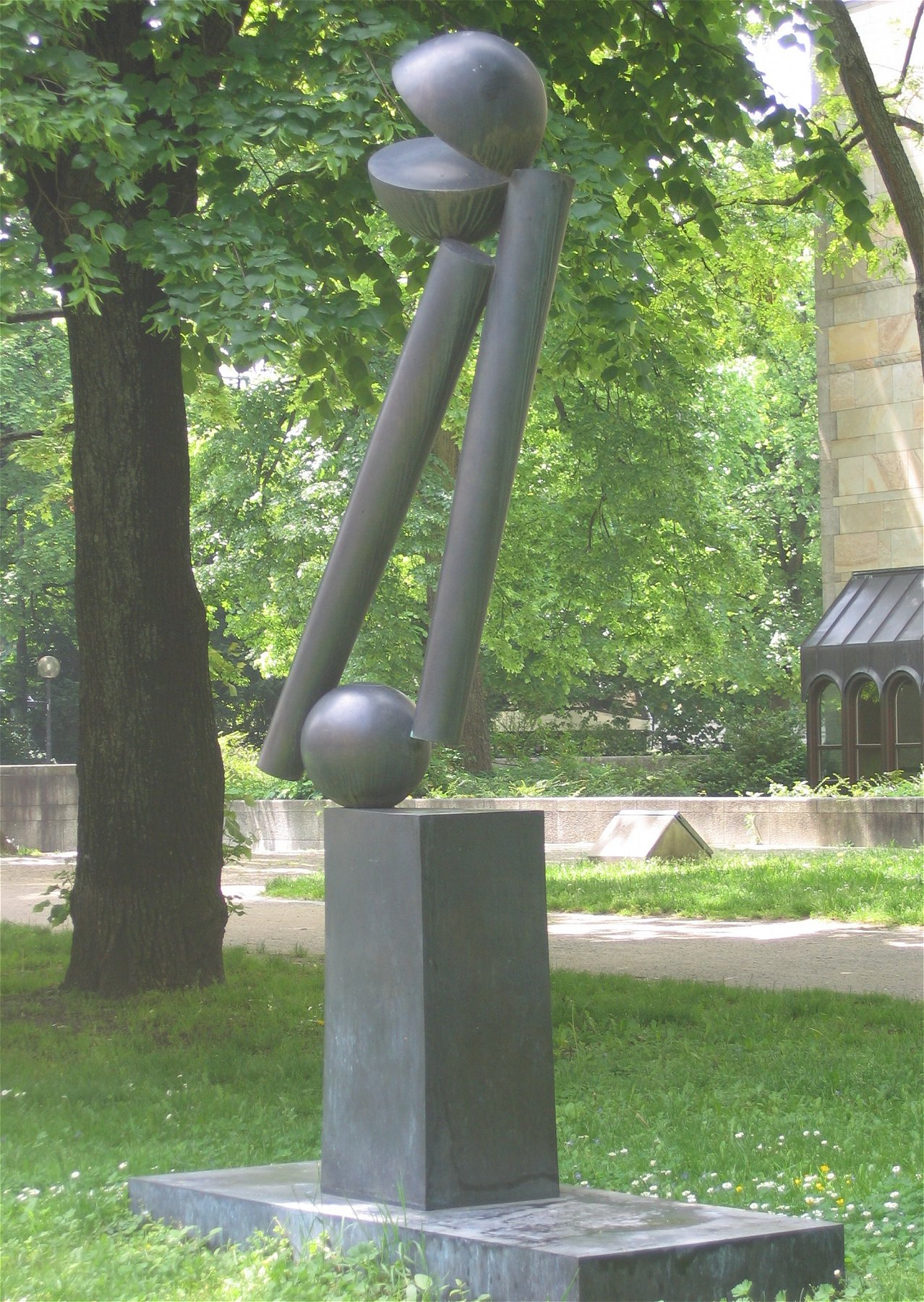
Две большие Фау, 1973, перед Новой Пинакотекой, Мюнхен
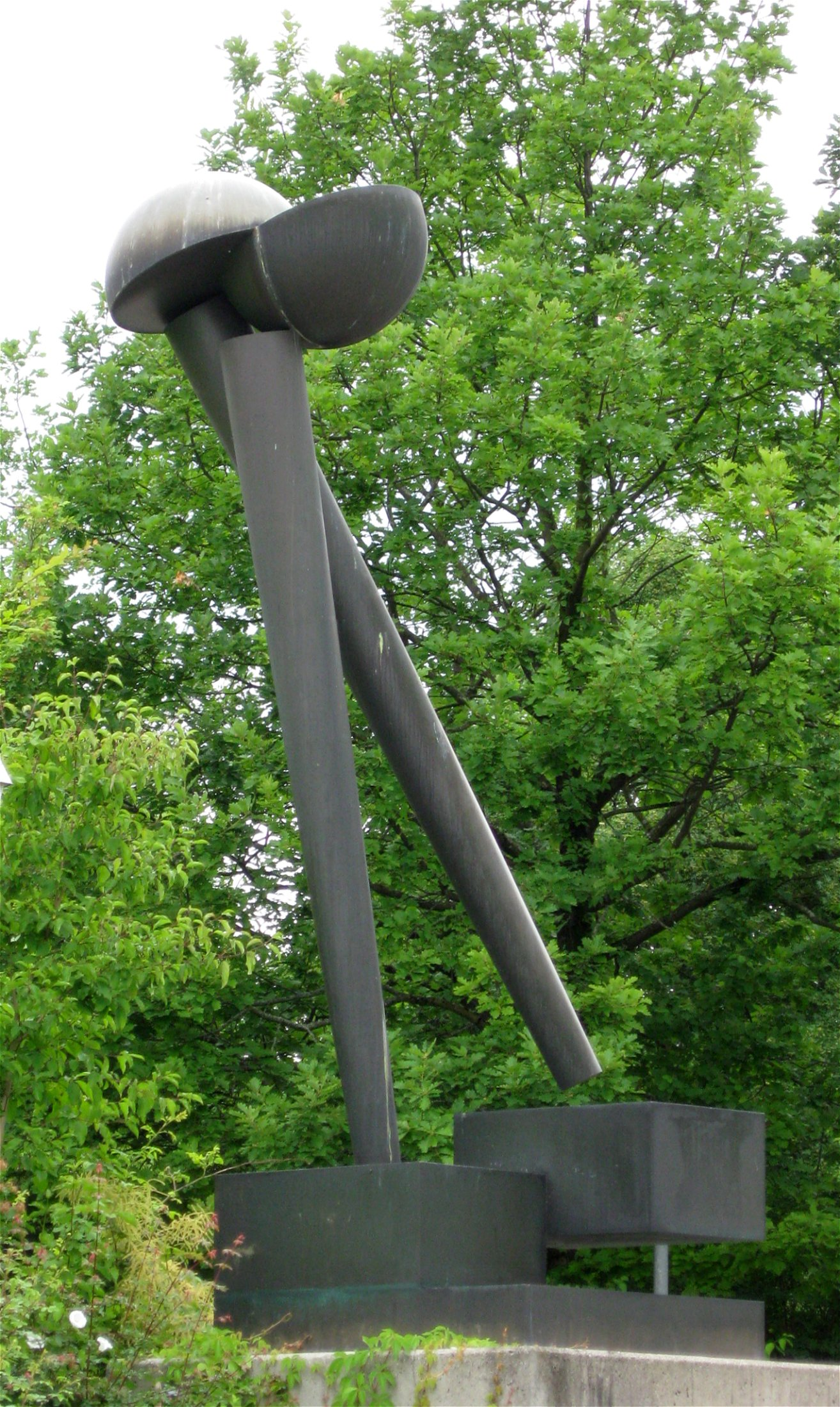
Две большие VI (1973/82). Бронза. Госпиталь Мюнхен-Боденхаузен
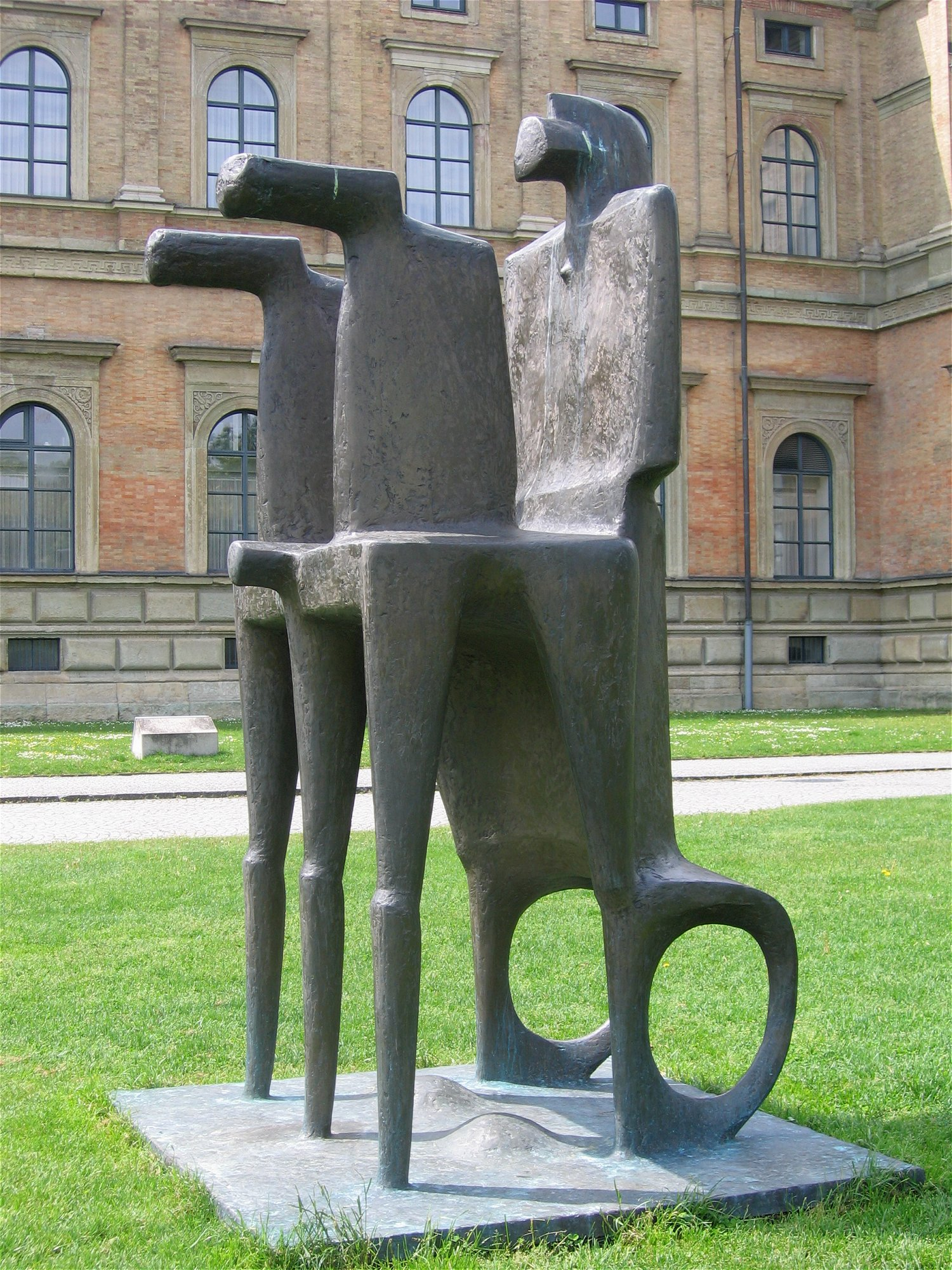
Большая Бига, 2000, бронза, внешняя зона Старой Пинакотеки, Мюнхен
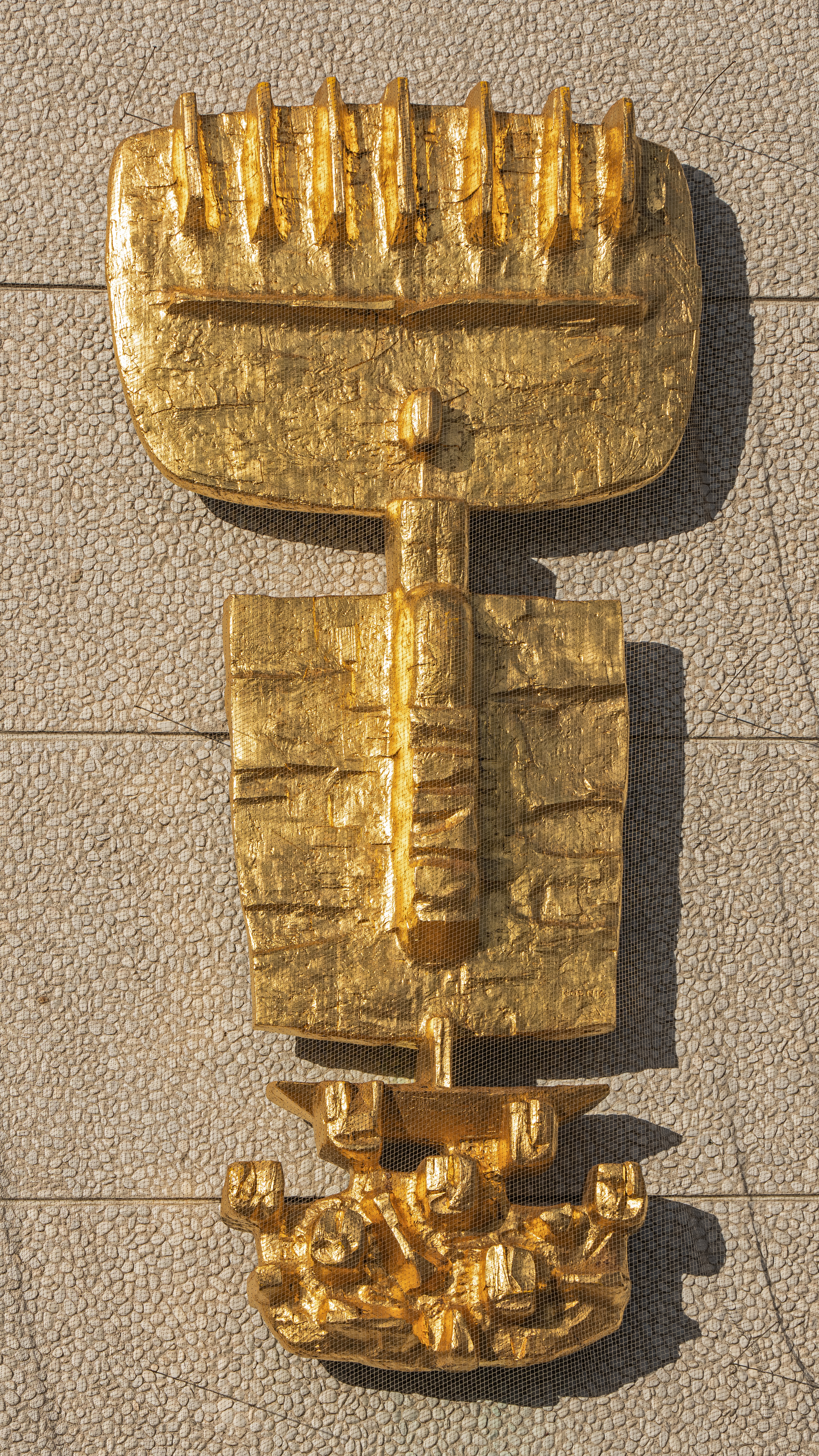
„Женщина Апокалипсиса“, фасад церкви Страстей Марии-Царицы, Берлин.